# Nersac
 Nersac  es una población y comuna francesa, en la región de Poitou-Charentes, departamento de Charente, en el distrito de Angoulême y cantón de La Couronne.

## Demografía
| 1774 | 1817 | 2118 | 2110 | 2433 | 2384 |
| Para los censos de 1962 a 1999 la población legal corresponde a la población sin duplicidades (Fuente: INSEE [Consultar]) |      |      |      |      |      |